# Ioan Scărarul

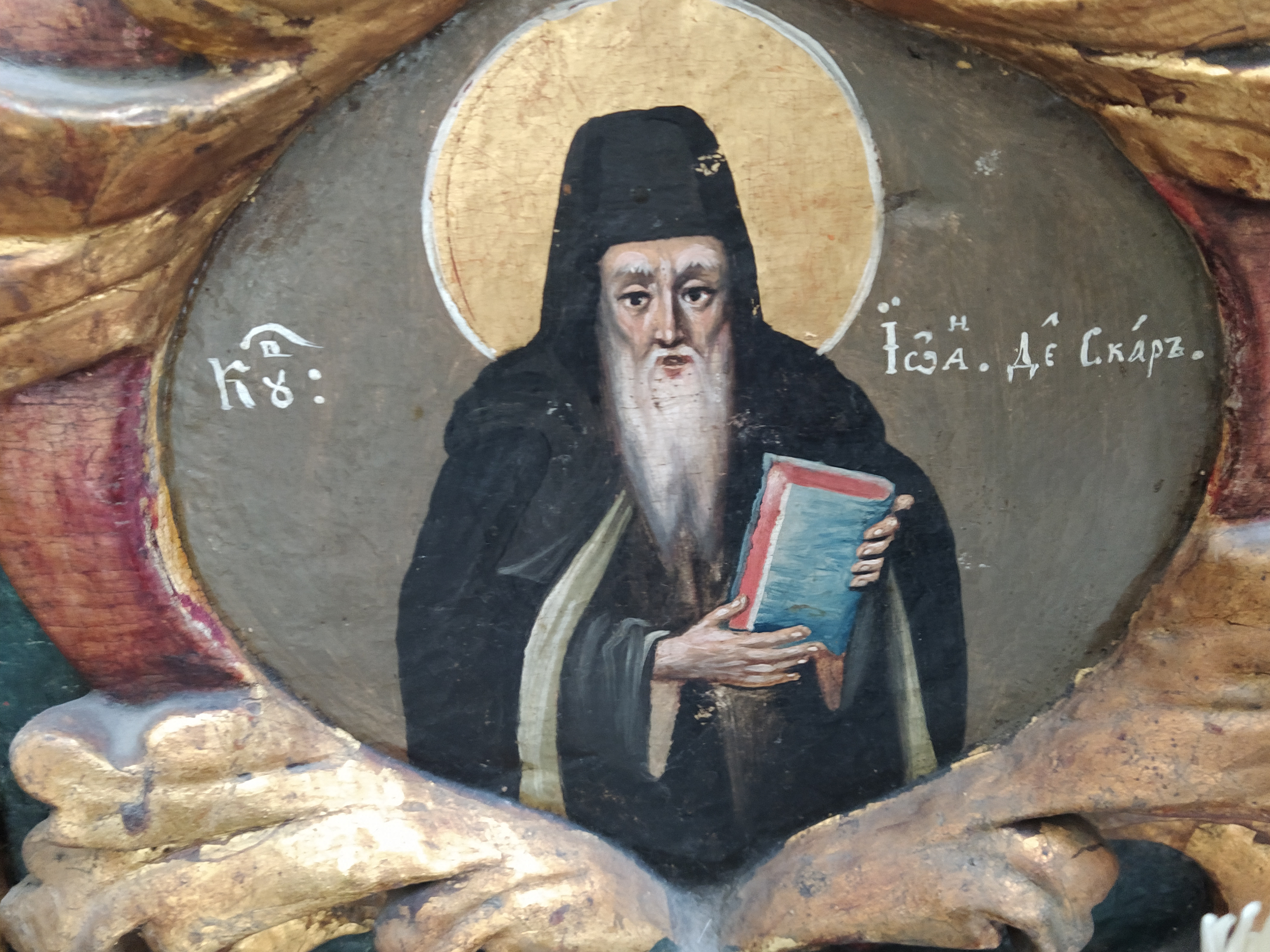
Ioan Scărarul, iconostasul Catedralei din Blaj, secolul al XVIII-lea

Ioan Scărarul (n. 579 d.Hr., Siria – d. 649 d.Hr., Muntele Sinai, Janub Sina', Egipt) a fost un mistic creștin din secolul al VII-lea. A intrat în mănăstirea din muntele Sinai, la vârsta de 16 ani. Până în perioada respectivă, dobândise o pregătire solidă în toate științele acelei vremi, fapt care ar indica proveniența sa dintr-o familie înstărită.
Aleasa lui pregătire în științele vremii i-a adus titulatura de „Ioan Scolasticul”, iar viețuirea în Muntele Sinai cea de „Ioan Sinaitul”. Acum, însă, este cunoscut sub numele de „Ioan Scărarul”, datorită lucrării „Scara dumnezeiescului urcuș”, pe care a întocmit-o la sfârșitul vieții sale.
În mănăstire, l-a avut ca povățuitor pe Cuviosul Martirie, timp de 19 ani. După moartea acestuia, Sfântul Ioan s-a retras într-un loc izolat, numit Thola, aflat la 5 mile de mănăstire, unde a viețuit în liniște, vreme de 40 de ani.
Spre sfârșitul vieții, a fost rugat de monahi să accepte funcția de egumen al Mănăstirii Sinai. În timpul în care îi conducea pe monahi pe calea desăvârșirii, a alcătuit scrierea „Scara”, la rugămintea egumenului Ioan al Mănăstirii Rait, aflată la 60 de mile de Mănăstirea Sinai. „Scara dumnezeiescului urcuș” este alcătuită din 30 de „trepte” (capitole) și se află inclusiv în volumul al IX-lea din Filocalie.
Pomenirea sa este făcută la data de 30 martie atât în Biserica Ortodoxă, cât și în cea Catolică.

## Surse

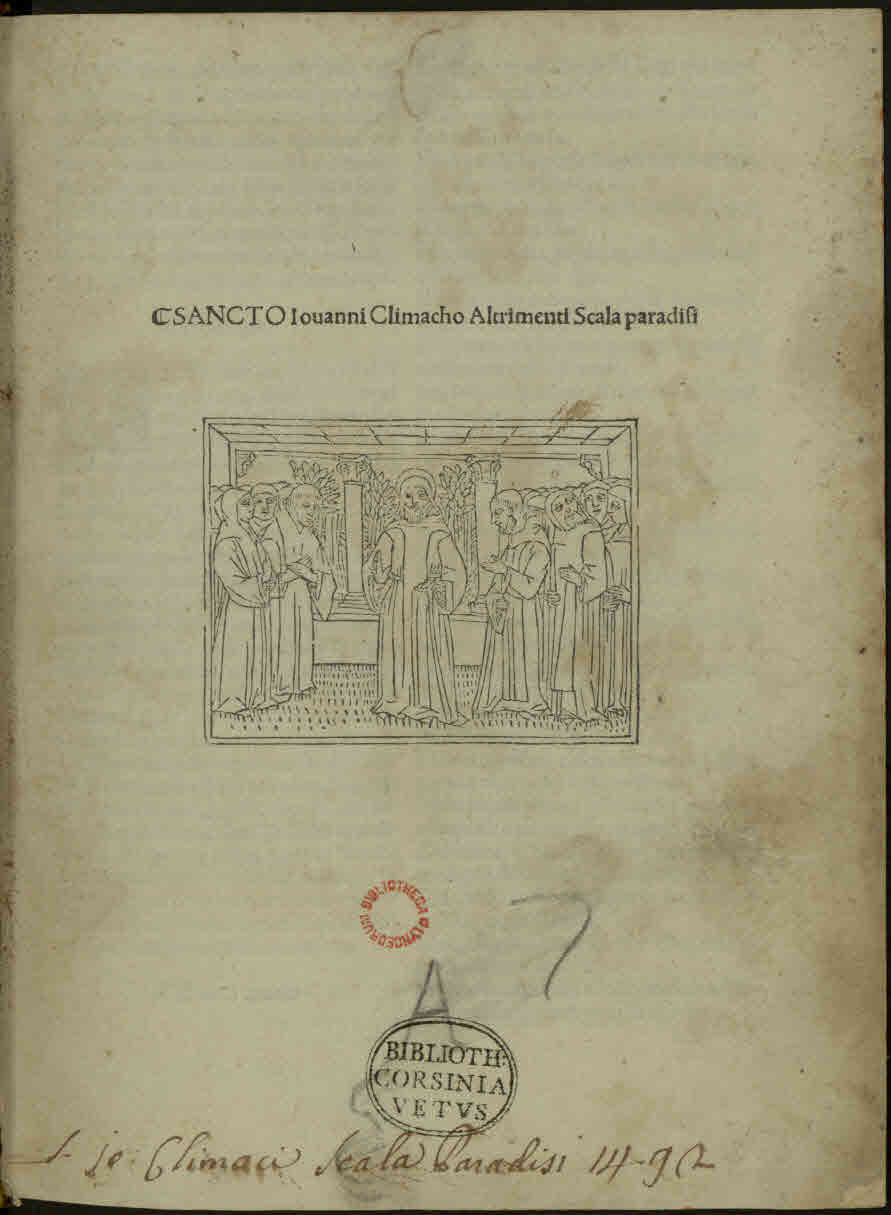
Scala paradisi, 1492

## Imnografie
Tropar (glasul al 4-lea):
Cu curgerile lacrimilor tale ai lucrat pustiul cel neroditor
și cu suspinurile cele dintru adânc ai făcut ostenelile tale însutit roditoare;
și te-au făcut luminător lumii, strălucind cu minunile, Ioan, Părintele nostru.
Roagă-te lui Hristos Dumnezeu să mântuiască sufletele noastre.
Condac (glasul 1):
Roduri pururea înflorind, învățăturile cele din cartea ta aducând, înțelepte,
îndulcești inimile celor ce iau aminte la dânsele cu trezvie, fericite,
că scară este, care ridică de pe pământ
sufletele celor ce cu credință te cinstesc pe tine,
la mărirea cea cerească, care rămâne pururea.

## Iconografie
Erminia lui Dionisie din Furna (Sofia, București, 2000) precizează (p. 160) doar că Sf. Ioan este reprezentat ca un monah „bătrân, cu barbă mare, care zice: <<Ostenește-te din toată puterea, pentru ca să ți se ierte prea multele și netrebnicele tale păcate... cu osteneli peste osteneli și cu fapte bune, ca pe niște trepte înalță-te, înălțându-ți mintea cu privegheri ostenitoare>>”.